# Wielkopolanie (etnografia)
Wielkopolanie – zespół, zbiór grup etnograficznych tzw. pierwotna grupa etnograficzna pochodzenia polskiego. Ludność ta zamieszkuje historyczne tereny Wielkopolski.
Wyróżnia się następujące grupy etnograficzne Wielkopolan:
- Bambrzy (†)
- Biskupianie
- Dzierżacy (†)
- Hazacy
- Kaliszacy
- Mazurzy wieleńscy
- Pałuczanie
- Poznaniacy
- Porzeczanie (†)
- Taśtacy
- Krajniacy

W 2011 r. podczas Narodowego Spisu Powszechnego, identyfikację wielkopolską zadeklarowało 1515 osób, w tym 1047 osób jako identyfikację drugą, 1109 osób zadeklarowało ją wraz z identyfikacją polską. Spośród deklarujących 1075 osób zamieszkiwało miasta, a 439 osób zamieszkiwało wsie.